# Капустин, Геннадий Сергеевич
Геннадий Сергеевич Капустин (22 ноября 1958 — 31 августа 2011, Санкт-Петербург, Россия) — советский баскетболист. Рост — 186 см. Разыгрывающий. Мастер спорта международного класса (1981).

## Биография
Выпускник средней школы № 2 города Кузнецка Пензенской области (её же окончила известная баскетболистка Александра Овчинникова), занимался в ДЮСШ № 1.
С 1976 г. выступал за «Спартак» (Ленинград), «Динамо» (Тбилиси). Играл в чемпионате Венгрии.
В 1981 году стал чемпионом Европы в составе сборной СССР, которая дважды обыграла команду Югославии. В 1983 году играл за сборную Ленинграда на Спартакиаде народов СССР.
Окончил Институт физкультуры имени Лесгафта.
Похоронен на новом кладбище пос. Мурино Всеволожского района Ленинградской области.

## Достижения
- Чемпион Европы 1981
- Серебряный призёр чемпионатов СССР 1976, 1978, бронзовый — 1981
- Обладатель Кубка СССР 1978
- Бронзовый призёр Спартакиады народов СССР в составе сборной Ленинграда (1983)

## Источник
Генкин, Зиновий Аронович. Баскетбол: Справочник / Авт.-сост. З. А. Генкин, Е. Р. Яхонтов. — М.: Физкультура и спорт, 1983. — 224с.